# Винивуд (Оклахома)
Винивуд (енгл. Wynnewood) град је у америчкој савезној држави Оклахома.

## Демографија
По попису из 2010. године број становника је 2.212, што је 155 (-6,5%) становника мање него 2000. године.
| Група             | 2000.         | 2010.         |
| Белци             | 1.782 (75,3%) | 1.641 (74,2%) |
| Афроамериканци    | 254 (10,7%)   | 208 (9,4%)    |
| Азијати           | 4 (0,2%)      | 11 (0,5%)     |
| Хиспаноамериканци | 67 (2,8%)     | 90 (4,1%)     |
| Укупно            | 2.367         | 2.212         |